# کریگ دی میلر
 کریگ دی میلر (انگلیسی: Craig D. Miller؛ زاده ۱۰ مارس ۱۹۶۳) یک تنیس‌باز اهل ایالات متحده آمریکا است. 